# Никола Јанковић (сликар)
Никола Јанковић (Сремски Карловци, око 1702 — ?) био је српски сликар и иконописац.

## Биографија
Никола Јанковић био је ученик зографа А. Андрејевића. Никола је око 1734. имао сликарску радионицу у Сремским Карловцима. У овој радионици, Николини ученици били су Јован Мелентијевић и Лука Воиновић.